# Indianapolis 500 in 1972
De 56e Indianapolis 500 werd gereden op zaterdag 27 mei 1972 op de Indianapolis Motor Speedway. Amerikaans coureur Mark Donohue won de race.

## Startgrid
Bobby Unser won de poleposition. Jim Malloy kwam tijdens de trainingssessies van 18 mei om het leven.
| Rij | Binnen            | Midden            | Buiten           |
| --- | ----------------- | ----------------- | ---------------- |
| 1   | Bobby Unser       | Peter Revson      | Mark Donohue     |
| 2   | Gary Bettenhausen | Mario Andretti    | Joe Leonard      |
| 3   | Sam Posey         | Johnny Rutherford | Swede Savage     |
| 4   | Steve Krisiloff   | Lloyd Ruby        | Mel Kenyon       |
| 5   | Jim Hurtubise     | John Martin       | Jerry Grant      |
| 6   | Mike Mosley       | A.J. Foyt         | Bill Vukovich II |
| 7   | Al Unser          | Roger McCluskey   | George Snider    |
| 8   | Carl Williams     | Dick Simon        | Sammy Sessions   |
| 9   | Mike Hiss         | Gordon Johncock   | Salt Walther     |
| 10  | Denny Zimmerman   | John Malher       | Lee Kunzman      |
| 11  | Jimmy Caruthers   | Cale Yarborough   | Wally Dallenbach |

## Race
Bobby Unser reed de eerste dertig ronden van de race aan de leiding. Gary Bettenhausen reed met 138 ronden de meeste ronden aan de leiding maar moest achttien ronden voor het einde van de race opgeven met op stuk gegane motor. Daarop kwam Jerry Grant aan de leiding met een comfortabele voorsprong op Mark Donohue, maar kreeg een lekke band en reed de pitstraat in. Donohue bleef aan de leiding en won de race. Grant eindigde op de tweede plaats, maar had tijdens zijn pitstop zijn pitbox voorbijgereden en had daarom maar gepit in de pitbox van zijn teamgenoot Bobby Unser om de lekke band te vervangen en bij te tanken. Omdat het verboden was te tanken in de pitbox van een andere coureur werden zijn ronden na deze pitstop ongeldig verklaard en werd hij geklasseerd op de twaalfde plaats in de einduitslag.
| #                                                                              | Coureur             | Auto                 | Ronden | Opgave     |
| ------------------------------------------------------------------------------ | ------------------- | -------------------- | ------ | ---------- |
| 1                                                                              | Mark Donohue        | McLaren-Offenhauser  | 200    |            |
| 2                                                                              | Al Unser            | Parnelli-Offenhauser | 200    |            |
| 3                                                                              | Joe Leonard         | Parnelli-Offenhauser | 200    |            |
| 4                                                                              | Sammy Sessions      | Lola-Ford            | 200    |            |
| 5                                                                              | Sam Posey (R)       | Eagle-Offenhauser    | 198    |            |
| 6                                                                              | Lloyd Ruby          | Atlanta-Foyt         | 196    |            |
| 7                                                                              | Mike Hiss (R)       | Eagle-Offenhauser    | 196    |            |
| 8                                                                              | Mario Andretti      | Parnelli-Offenhauser | 194    | Mechanisch |
| 9                                                                              | Jimmy Caruthers (R) | Scorpion-Foyt        | 194    |            |
| 10                                                                             | Cale Yarborough     | Atlanta-Foyt         | 193    |            |
| 11                                                                             | George Snider       | Coyote-Foyt          | 190    | Mechanisch |
| 12                                                                             | Jerry Grant         | Eagle-Offenhauser    | 188    | Straftijd  |
| 13                                                                             | Dick Simon          | Lola-Foyt            | 186    | Mechanisch |
| 14                                                                             | Gary Bettenhausen   | McLaren-Offenhauser  | 182    | Mechanisch |
| 15                                                                             | Wally Dallenbach    | Lola-Foyt            | 182    |            |
| 16                                                                             | John Martin (R)     | Brabham-Offenhauser  | 161    | Mechanisch |
| 17                                                                             | Lee Kunzman (R)     | Gerhardt-Offenhauser | 131    | Mechanisch |
| 18                                                                             | Mel Kenyon          | Coyote-Ford          | 126    | Mechanisch |
| 19                                                                             | Denny Zimmerman     | McLaren-Offenhauser  | 116    | Mechanisch |
| 20                                                                             | Gordon Johncock     | McLaren-Offenhauser  | 113    | Mechanisch |
| 21                                                                             | Steve Krisiloff     | Kingfish-Offenhauser | 102    | Mechanisch |
| 22                                                                             | John Malher (R)     | McLaren-Offenhauser  | 99     | Mechanisch |
| 23                                                                             | Jim Hurtubise       | Coyote-Foyt          | 94     | Straftijd  |
| 24                                                                             | Roger McCluskey     | Antares-Offenhauser  | 92     | Mechanisch |
| 25                                                                             | A.J. Foyt           | Coyote-Foyt          | 60     | Mechanisch |
| 26                                                                             | Mike Mosley         | Eagle-Offenhauser    | 56     | Ongeval    |
| 27                                                                             | Johnny Rutherford   | Brabham-Offenhauser  | 55     | Mechanisch |
| 28                                                                             | Bill Vukovich II    | Eagle-Offenhauser    | 54     | Mechanisch |
| 29                                                                             | Carl Williams       | Eagle-Offenhauser    | 52     | Mechanisch |
| 30                                                                             | Bobby Unser         | Eagle-Offenhauser    | 31     | Mechanisch |
| 31                                                                             | Peter Revson        | McNamara-Offenhauser | 23     | Mechanisch |
| 32                                                                             | Swede Savage (R)    | Eagle-Offenhauser    | 5      | Mechanisch |
| 33                                                                             | Salt Walther (R)    | Colt-Foyt            | 0      | Mechanisch |
| Gemiddelde snelheid : 261,827 km/h - Snelste Ronde : Mark Donohue, 301,81 km/h |                     |                      |        |            |